# WLAF Moscow 2018
La WLAF Moscow 2018 è la prima edizione dell'omonimo torneo di football americano femminile.

## Squadre partecipanti
| Club               | Città | Stadio | Sponsor ufficiale | Risultato nella stagione 2017 |
| ------------------ | ----- | ------ | ----------------- | ----------------------------- |
| Moscow Cherries    | Mosca |        |                   |                               |
| Moscow Dragonflies | Mosca |        |                   |                               |
| Moscow Sirens      | Mosca |        |                   |                               |
| Moscow Unicorns    | Mosca |        |                   |                               |

## Calendario

### 1ª giornata
| Mosca 3 giugno 2018, ore 18:30 | Moscow Dragonflies | 28 – 12 | Moscow Cherries |  |

### 2ª giornata
| Mosca 23 giugno 2018, ore 17:00 | Moscow Dragonflies | 47 – 6 (28-0 6-6 13-0 0-0) | Moscow Unicorns |  |

| Mosca 24 giugno 2018, ore 18:30 | Moscow Cherries | 40 – 22 | Moscow Sirens |  |

### 3ª giornata
| Mosca 15 luglio 2018, ore 15:00 | Moscow Cherries | 54 – 0 | Moscow Unicorns |  |

| Mosca 15 luglio 2018, ore 18:30 | Moscow Sirens | 12 – 37 | Moscow Dragonflies |  |

### 4ª giornata
| Mosca 28 luglio 2018, ore 18:30 | Moscow Unicorns | 12 – 8 | Moscow Dragonflies |  |

| Mosca 29 luglio 2018, ore 18:30 | Moscow Sirens | 12 – 38 | Moscow Cherries |  |

### 5ª giornata
Giornata rinviata.

### 6ª giornata
| Mosca 19 agosto 2018, ore 18:30 | Moscow Cherries | 22 – 14 | Moscow Dragonflies |  |

### 7ª giornata
| Mosca 1º settembre 2018, ore 15:30 | Moscow Unicorns | 6 – 42 | Moscow Cherries |  |

| Mosca 1º settembre 2018, ore 19:00 | Moscow Dragonflies | 47 – 0 | Moscow Sirens |  |

### Recuperi 1
| Mosca 29 settembre 2018, ore 17:30 | Moscow Unicorns | 26 – 14 | Moscow Sirens |  |

### 8ª giornata
| Mosca 13 ottobre 2018 | Moscow Sirens | 28 – 36 | Moscow Unicorns |  |

## Classifica
La classifica della regular season è la seguente:
- PCT = percentuale di vittorie, G = partite giocate, V = partite vinte,  P = partite perse, PF = punti fatti, PS = punti subiti

| Pos. | Squadra            | PCT  | G | V | N | P | PF  | PS  |
| ---- | ------------------ | ---- | - | - | - | - | --- | --- |
| 1    | Moscow Cherries    | .833 | 6 | 5 | 0 | 1 | 208 | 82  |
| 2    | Moscow Dragonflies | .667 | 6 | 4 | 0 | 2 | 181 | 64  |
| 3    | Moscow Unicorns    | .500 | 6 | 3 | 0 | 3 | 86  | 193 |
| 4    | Moscow Sirens      | .000 | 6 | 0 | 0 | 6 | 88  | 224 |

## Verdetti
- Moscow Cherries Campionesse della WLAF Moscow 2018